# Dürrenzimmern (Nördlingen)

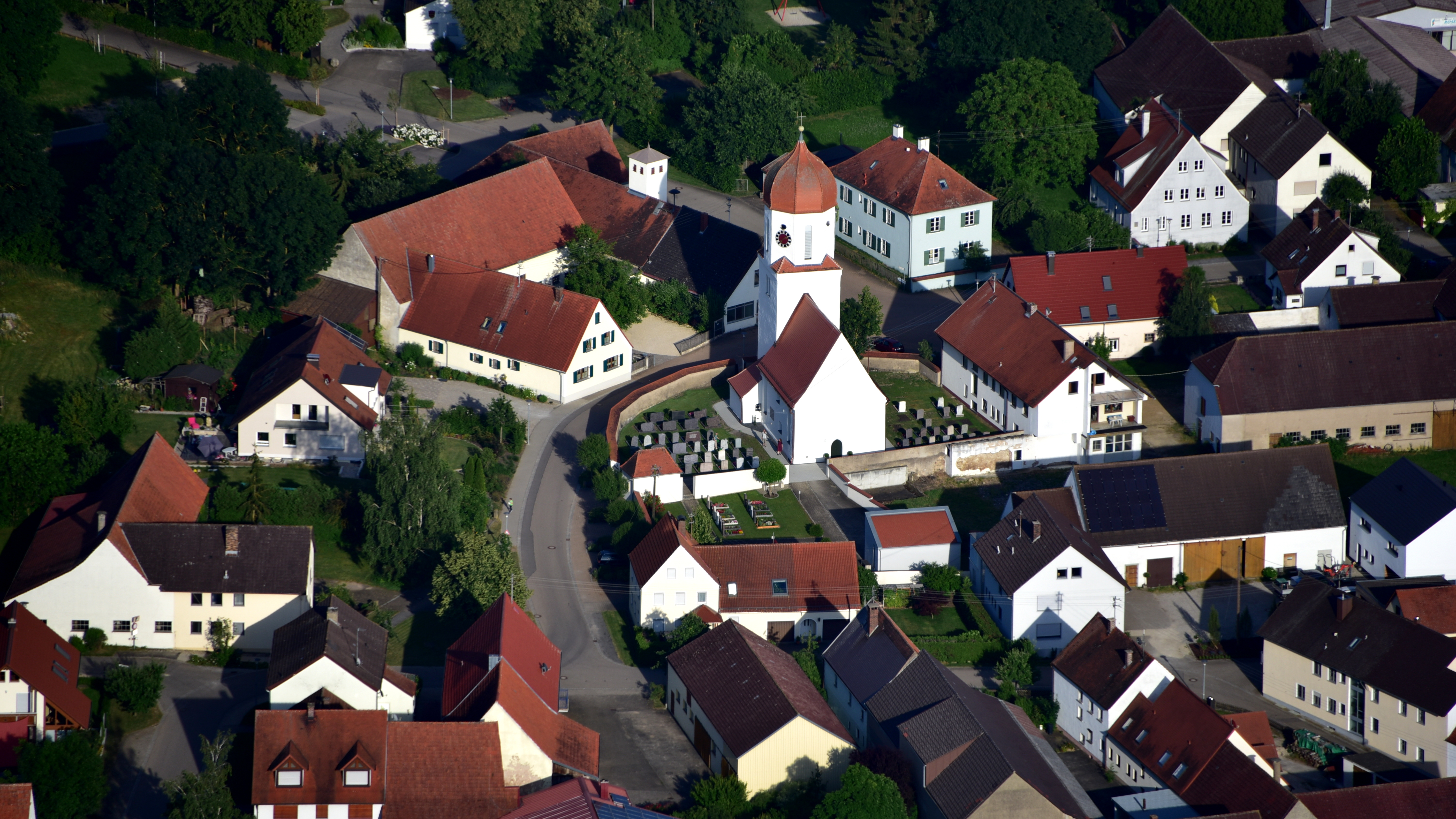
Dürrenzimmern, Ortsmitte, Luftaufnahme (2016)

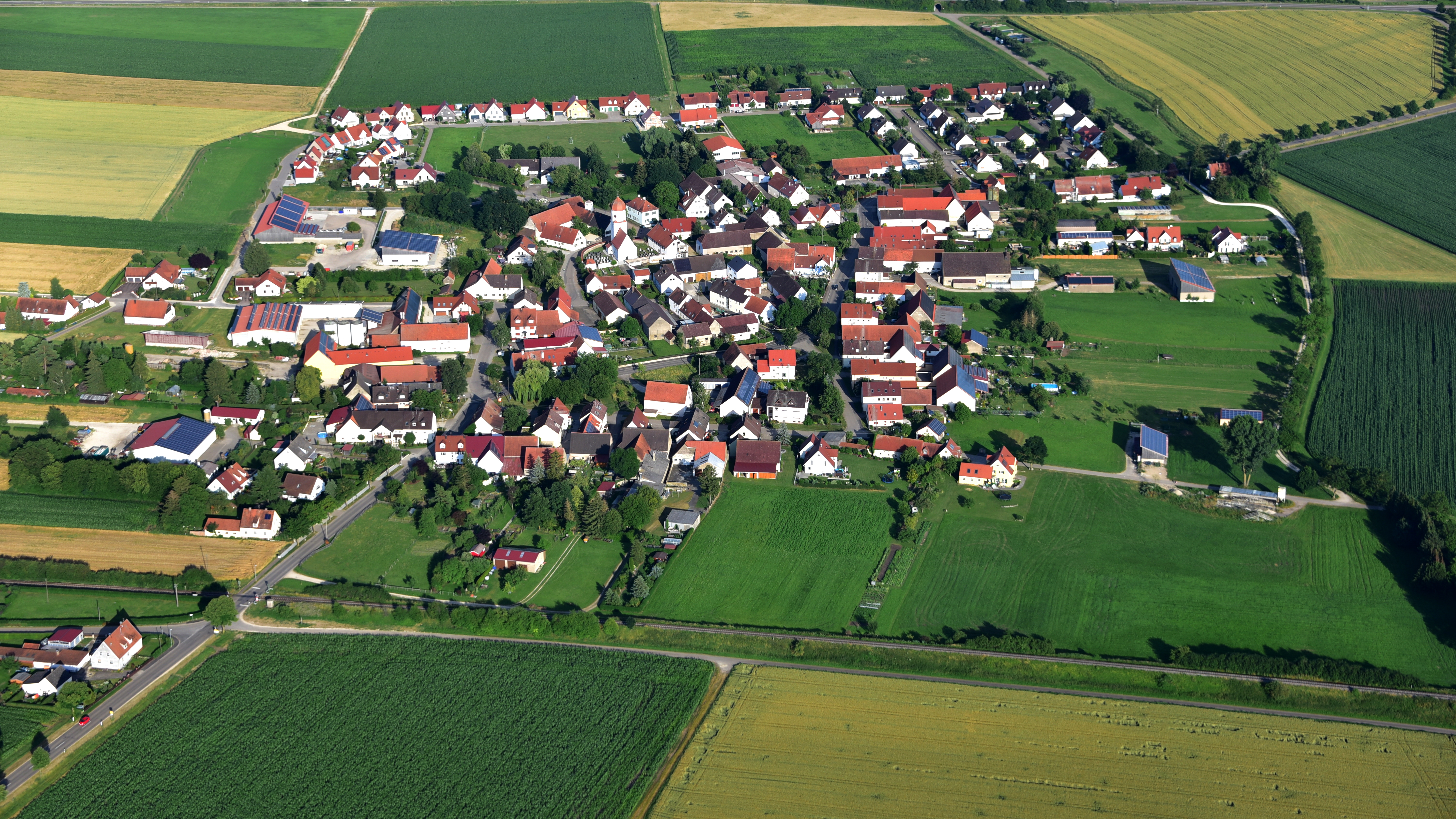
Dürrenzimmern, Luftaufnahme (2016)

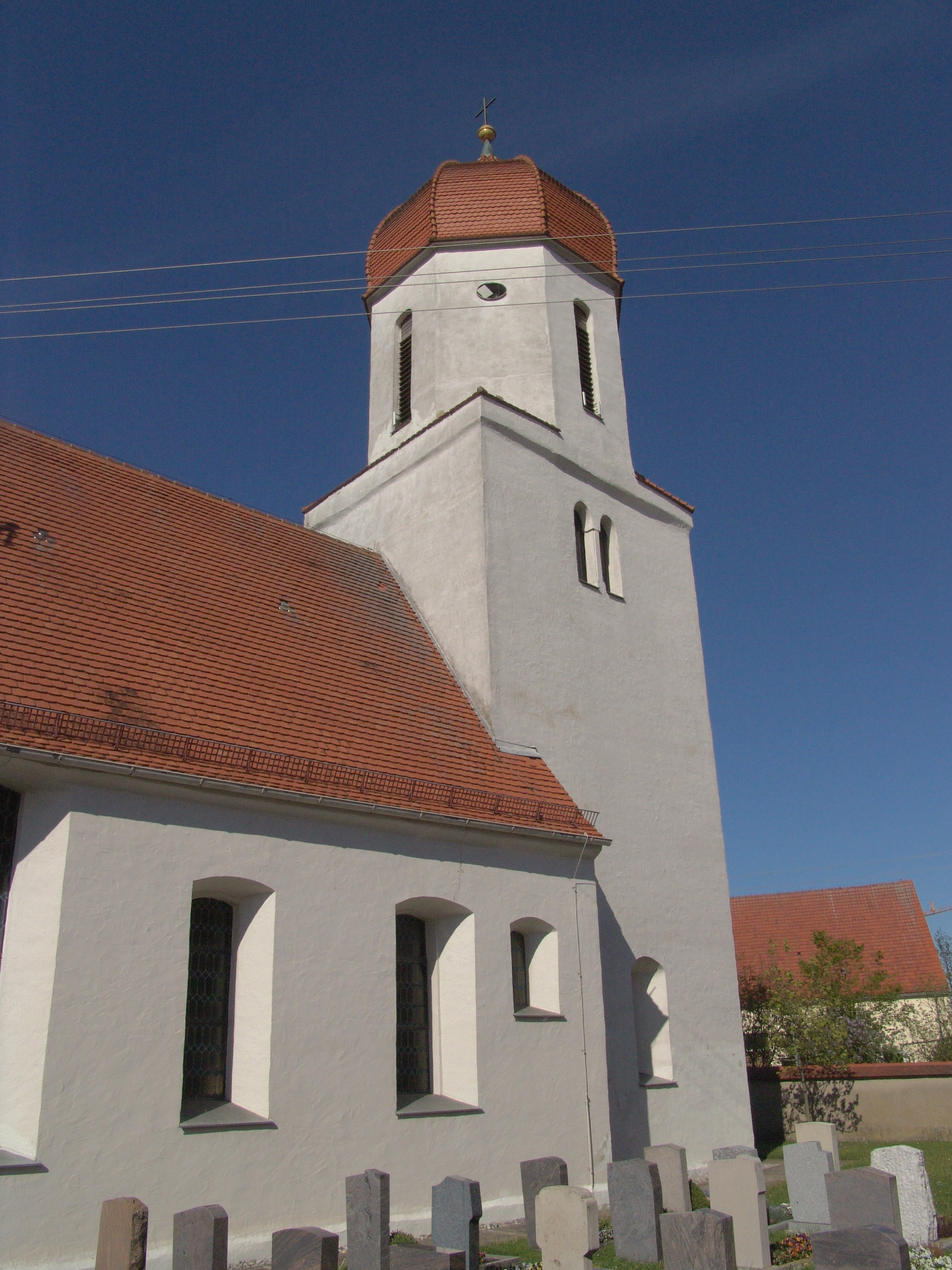
Kirche St. Gallus

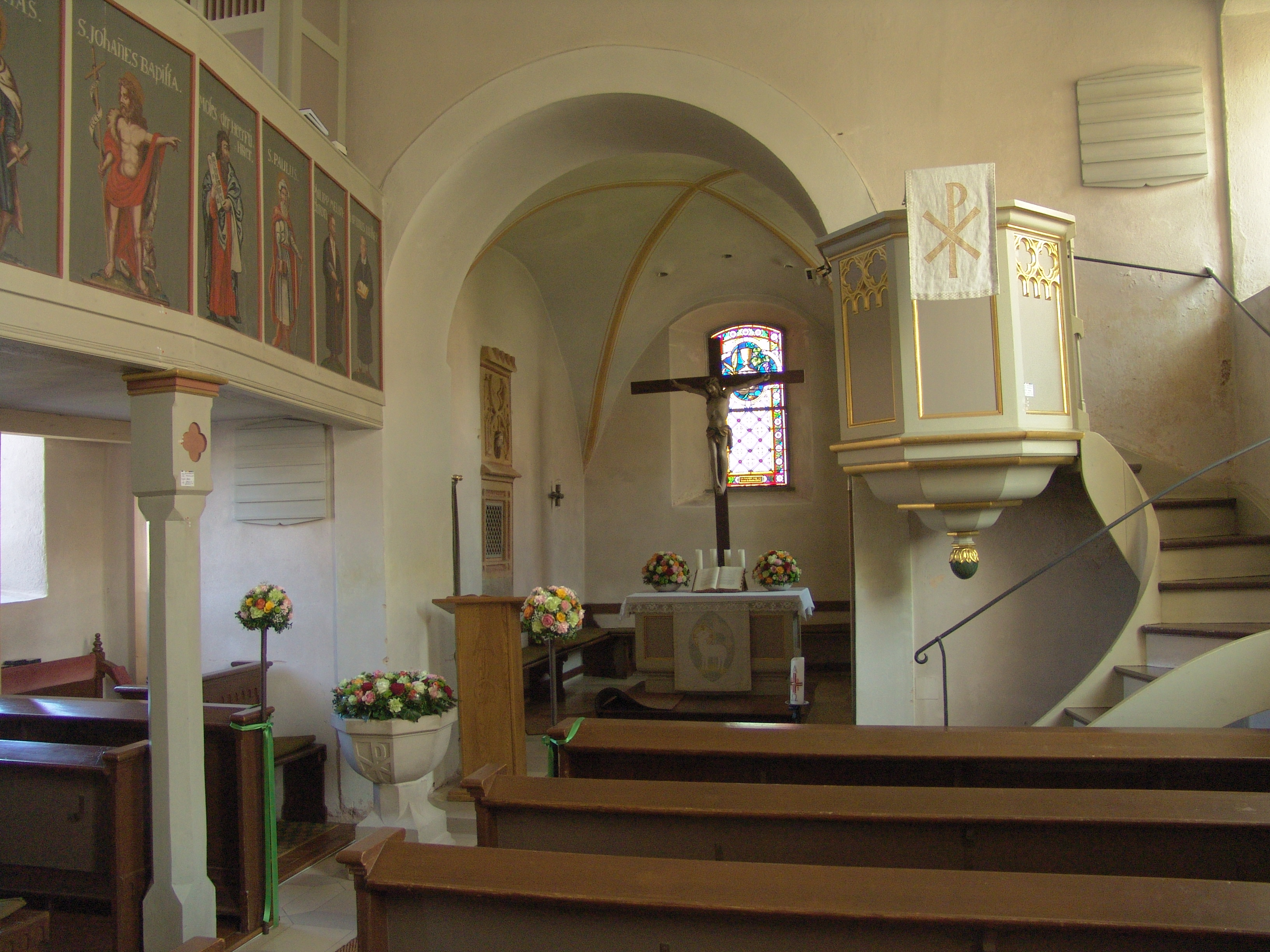
Chorturmkirche St. Gallus

Dürrenzimmern ist ein Gemeindeteil der Großen Kreisstadt Nördlingen im schwäbischen Landkreis Donau-Ries in Bayern.

## Geographie
Das Pfarrdorf hat 382 Einwohner (Stand: 3. Januar 2022) und liegt auf einer Höhe von 422 m ü. NN im Zentrum des Nördlinger Rieses. Das Dorf entwässert über den Faulgraben nach Osten zur Wörnitz, dessen längerer rechter Oberlauf Lachgraben den Rand der Ansiedlung im Südwesten und Süden berührt. Weniger als einen Kilometer weiter im Südwesten verläuft die Mauch, ein größerer Nebenfluss der Eger.

## Geschichte
Die erste gesicherte urkundliche Erwähnung des Orts stammt aus dem Jahr 1254, als Papst Innozenz IV. die Besitzrechte des Klosters Zimmern in Dürrenzimmern bestätigte. Das Kloster Zimmern erwarb im 13. und 14. Jahrhundert weiteren Besitz und wurde so zum stärksten Grundherrn im Dorf. Seit dem 14. Jahrhundert sind auch die Grafen von Oettingen als Grundherren belegt, welche auch die Dorfherrschaft über Dürrenzimmern erlangen konnten. Durch die Säkularisation des Klosters Zimmern in der Reformationszeit wurde die Position der Grafen von Oettingen im Ort weiter gestärkt und der Ort vom Oberamt Alerheim verwaltet.
Verheerend waren die Folgen des Dreißigjährigen Krieges für den Ort. Um 1636 waren nur noch zwei Häuser bewohnt, die übrigen waren verbrannt oder eingefallen. Erst im Jahr 1708 wurde das letzte im Dreißigjährigen Krieg zerstörte Haus wieder aufgebaut.
Infolge der Mediatisierung des Fürstentums Oettingen-Wallerstein kam Dürrenzimmern 1806 an Bayern.
Am 1. Mai 1978 wurde Dürrenzimmern im Zuge der Gebietsreform in Bayern eingemeindet und ist seither ein Gemeindeteil von Nördlingen.

## Baudenkmäler
In die Denkmalliste sind der ummauerte Friedhof und die Evangelisch-lutherische Pfarrkirche St. Gallus eingetragen. Diese Chorturmkirche des 13. Jahrhunderts wurde im 17. Jahrhundert erhöht; der Turmoberteil ist von 1697.

## Personen
- Otto Förschner (1902–1946, hingerichtet), Lagerkommandant des KZ Mittelbau-Dora

## Verkehr
Der Haltepunkt Dürrenzimmern liegt an der Bahnstrecke Nördlingen–Gunzenhausen. Hier finden in den Sommermonaten Sonderzugfahrten des Bayerischen Eisenbahnmuseums statt.